# 金衢嚴道
金衢嚴道，清朝浙江省设置的道。
1670年二月设分守金衢嚴道，驻衢州府，管理金华府、衢州府、严州府。1674年八月—1682年十月，严州府一度属于杭严道。1700年，裁撤金衢嚴道，1710年复设，为分巡金衢嚴道。1718年，裁撤，1734年十二月，复设分巡金衢嚴道，驻衢州府，管理金华府、衢州府、严州府。1758年，加水利衔。民国改为金华道。